# Premier Division 2018-2019 (Bermuda)
La Premier Division 2018-2019  è stata la 56ª edizione della Premier Division, campionato di massima serie di calcio di Bermuda. Il campionato è stato vinto dal PHC Zebras, per l'11ª volta nella sua storia.

## Squadre partecipanti
| Club               | Città       | Stadio                      | Capacità |
| ------------------ | ----------- | --------------------------- | -------- |
| BAA Wanderers      | Hamilton    | Goose Gosling Field         | 700      |
| Boulevard Blazers  | Pembroke    | Police Field                | 7 000    |
| Dandy Town Hornets | Pembroke    | St. John's Field            | 400      |
| Devonshire Cougars | Devonshire  | Bermuda National Stadium    | 8 500    |
| North Village Rams | Hamilton    | Bermuda National Stadium    | 8 500    |
| Paget Lions        | Southampton | Southampton Rangers Field   | 1 000    |
| PHC Zebras         | Warwick     | PHC Field                   | 500      |
| Robin Hood         | Pembroke    | Goose Gosling Field         | 700      |
| Somerset Trojans   | Sandys      | Somerset Cricket Club Field | 1 500    |
| X-Roads Warriors   | Smiths      | Warrior Park                | 400      |

## Classifica finale
|  | Pos. | Squadra            | Pt | G  | V  | N | P  | GF | GS | DR  |
|  | ---- | ------------------ | -- | -- | -- | - | -- | -- | -- | --- |
|  | 1.   | PHC Zebras         | 43 | 18 | 14 | 1 | 3  | 43 | 14 | +29 |
|  | 2.   | Robin Hood         | 39 | 18 | 11 | 6 | 1  | 55 | 22 | +33 |
|  | 3.   | Dandy Town Hornets | 35 | 18 | 11 | 2 | 5  | 48 | 34 | +14 |
|  | 4.   | Devonshire Cougars | 26 | 18 | 7  | 5 | 6  | 31 | 28 | +3  |
|  | 5.   | X-Roads Warriors   | 25 | 18 | 7  | 4 | 7  | 47 | 37 | +10 |
|  | 6.   | BAA Wanderers      | 23 | 18 | 7  | 2 | 9  | 39 | 55 | −16 |
|  | 7.   | Boulevard Blazers  | 21 | 18 | 6  | 3 | 9  | 36 | 53 | −17 |
|  | 8.   | North Village Rams | 18 | 18 | 5  | 3 | 10 | 27 | 35 | −8  |
|  | 9.   | Somerset Trojans   | 11 | 18 | 2  | 5 | 11 | 27 | 47 | −20 |
|  | 10.  | Paget Lions        | 11 | 18 | 2  | 5 | 11 | 22 | 50 | −28 |

Legenda:
      Campione delle Bermuda.
      Retrocesse in First Division 2019-2020.
Note:
Tre punti a vittoria, uno a pareggio, zero a sconfitta.